# Kallert (Bechhofen)
Kallert ist ein Gemeindeteil des Marktes Bechhofen im Landkreis Ansbach (Mittelfranken, Bayern). Kallert liegt in der Gemarkung Kaudorf.

## Geographie
Der Weiler liegt auf einer Hochebene, die gegen Norden ins Altmühltal abfällt. Der Ort ist unmittelbar umgeben von Ackerland, Grünland und kleineren Waldgebieten. Im Südwesten heißt die Flur Fürstenfeld, im Südosten Eisen. 0,75 km westlich liegt das Waldgebiet Esbach, 0,75 km östlich der Burgerwald.
Eine Gemeindeverbindungsstraße führt nach Kaudorf (1,2 km südlich) bzw. zu einer Gemeindeverbindungsstraße (1 km nördlich), die nach Sauerbach (0,9 km westlich) bzw. nach Thann zur Kreisstraße AN 55 verläuft (2 km südöstlich).

## Geschichte
Kallert lag im Fraischbezirk des eichstättischen Oberamtes Wahrberg-Herrieden. Gegen Ende des 18. Jahrhunderts bestand der Ort aus vier Anwesen. Die Dorf- und Gemeindeherrschaft sowie die Grundherrschaft über alle Anwesen hatte das Kastenamt Herrieden.
Mit dem Gemeindeedikt (frühes 19. Jahrhundert) wurde Kallert dem Steuerdistrikt Sachsbach und der Ruralgemeinde Kaudorf zugewiesen. Im Zuge der Gebietsreform in Bayern wurde Kallert am 1. Juli 1971 nach Bechhofen eingemeindet.

## Einwohnerentwicklung
| Jahr      | 001818 | 001840 | 001861 | 001871 | 001885 | 001900 | 001925 | 001950 | 001961 | 001970 | 001987 | 002011 | 002011 | 002017 | 002023 |
| Einwohner | 33     | 35     | 32     | 37     | 35     | 35     | 42     | 45     | 24     | 18     | 25     | 27     | 26     | 28     | 31     |
| Häuser    | 5      | 5      |        |        | 7      | 5      | 5      | 6      | 6      |        | 6      |        |        |        |        |
| Quelle    | [ 8 ]  | [ 9 ]  | [ 10 ] | [ 11 ] | [ 12 ] | [ 13 ] | [ 14 ] | [ 15 ] | [ 16 ] | [ 17 ] | [ 18 ] | [ 19 ] |        | [ 20 ] | [ 1 ]  |

## Religion
Der Ort ist seit der Reformation evangelisch-lutherisch geprägt und bis heute nach St. Peter (Thann) gepfarrt. Die Katholiken sind nach St. Laurentius (Großenried) gepfarrt.